# Janibeg Giray
Janibeg ou Canibek Giray (vers 1568-1636) est un khan de Crimée ayant régné de 1610 à 1623, en 1624, puis de 1627 à 1635.

## Origine
L'origine de Janibeg est incertaine. Selon J. von Hammer, Janibeg Giray est le fils de Moubarak, un fils de Devlet Ier Giray. Il est nommé qalgha par Selamet Ier Giray et lui succède au détriment des frères Mehmed  Giray et Shahin Giray.

## Règnes
Son premier geste est de nommer son frère Devlet Giray comme qalgha et Azemet, le fils de son prédécesseur Selamet Ier Giray, comme nureddin. Ces nominations sont considérées comme une offense par les frères Mehmed III Giray et Shahin Giray qui se révoltent immédiatement. Mehmed III Giray, avec le soutien d'un parti circassien, obtient d'être nommé khan par le futur grand vizir Gümülcineli Damat Nasuh Pacha mais il est immédiatement destitué et interné au château des Sept Tours.
En 1621, Janibeg participe avec son armée à la campagne contre la Pologne, qui se termine par la défaite des envahisseurs ottomans lors de la bataille de Khotin. En 1623, il est déposé et exilé à Rhodes et Mehmed III Giray est rétabli.
L'année suivante, la Sublime Porte, excédée par la mégalomanie du khan Mehmed III et de son frère et qalgha Shahin dépêche une expédition maritime commandée par les vizirs Hasan et Ibrahim Pasha et par Redjeb le capitan pacha pour les déposer et leur substituer Janibeg et son frère le qalgha. Les Ottomans sont sévèrement vaincus par une coalition de Tatars et de Nogaïs appuyés par une troupe de 800 cosaques. Hasan Pasha est tué, Ibrahim Pasha meurt de ses blessures et le capitan pacha doit laisser Mehmed III Giray en place et ne peut qu'obtenir la restitution de Kefe, qui était occupée par les Tatars et les cosaques.
En juin 1627, Janibeg est cependant substitué définitivement à Mehmed III Giray. Il nomme de nouveau Devlet comme qalgha et Azemet comme nureddin. Les Tatars attaquent la Pologne sous le commandement du qalgha Devlet et du prince Islam Giray. Ils sont sévèrement défaits et Islam est capturé. Le khan Janibeg Giray laisse le souvenir d'un personnage efféminé et peu énergique qui est finalement déposé et remplacé par Inayet Giray en avril 1635 par la Sublime Porte, qui lui reproche son peu d'empressement à répondre aux demandes de participation à la guerre entreprise contre l'Empire perse. Janibeg, âgé de 80 ans, devenu sénile, est exilé à Rhodes où il meurt peu après.